# 查理週刊總部槍擊案
查理周刊總部槍擊案，為2015年1月7日發生於法國巴黎《查理周刊》（Charlie Hebdo，法語發音：[ʃaʁli ɛbdo]）總部的恐怖袭击案，导致12死11傷。兩名身穿“圣战”服装的蒙面男子高喊「Allahu Akbar」（真主至大），同時向平民和警方發動襲擊，遇难者包括兩名警員和多位周刊工作人员，其中一位是周刊主编。
本次袭击是法国自40年來最严重的一次恐怖攻擊。儘管如此，周刊幸存的员工仍宣布下周如期发刊，出刊数由上一期的6万册升至100万册。並引發了2015年1月11日的共和遊行，歐洲光法國巴黎本地就有上百萬民眾走上街頭，支持言論自由、反恐怖主義與對多元文化的尊重等等的普世價值觀。

## 背景
《查理周刊》创刊於1969年，1981年中断，随后于1992年复刊。作為法国的左翼讽刺周刊，它以不循规蹈矩而著稱，内容涵盖漫画、新聞、辩论和笑话，语气充满揶揄，强烈反宗教，所刊文章、圖片時常批評法國政府、极右、天主教、伊斯兰教、犹太教等。
由於該周刊時常揶揄、讽刺伊斯兰教創始人穆罕默德與現代的穆斯林领袖，過去就曾多次引發與伊斯蘭世界的相關爭議。2006年，該周刊因轉載了日德蘭郵報穆罕默德漫畫而遭到提告，但最終提告失敗。2011年11月2日，該周刊出版特刊，把周刊名換成Charia Hebdo（Charia是伊斯蘭教法沙里亞的法語，與Charlie的拼寫和法語發音都很相近），將先知穆罕默德列為主編，刊載穆罕默德的漫畫，以「慶祝」突尼斯的復興運動黨大選勝利。雜誌社宣佈將發行這份特刊後，於當天凌晨遭到燃燒彈襲擊，網站也被黑客入侵。2012年9月19日，該周刊再次刊載先知穆罕默德的漫畫，甚至還畫出了穆罕默德的裸體形象，回應伊斯蘭國家因反對美國電影《穆斯林的無知》而爆發的大規模示威抗議。法國政府因此提升一部份法國大使館的保安，關閉其派駐在約二十個伊斯蘭國家的使領館、文化中心和國際學校，並出動防暴警察在雜誌社外防衛。
2013年3月，基地组织也门分支，即基地组织阿拉伯半岛分支，在他们的英文杂志《启示》发表一份暗杀名单，名單中包含自2009年起担任該杂志总编辑的漫画家斯德凡·夏邦尼耶（Stéphane "Charb" Charbonnier），以及3名《日德兰邮报》工作人员库尔特·韦斯特加德、卡斯滕·杰斯特和弗莱明·罗斯，指责他們侮辱伊斯兰教。

## 導火線
2015年1月7日上午，《查理周刊》在封面发表了署名为米歇尔·维勒贝克的漫画，他的最新小说《臣服》也是当天发布，描述未来由穆斯林统治的法国。杂志封面包括维勒贝克的序言：“2015年，我会掉光牙齿”“2022年，我将守斋戒月”。同日，該周刊在推特上发布了署名為“HONORE”(在此次袭击中遇害的漫畫家菲利普·奥诺雷的姓氏)的讽刺漫画，以卡通風格呈現伊斯兰国领导人阿布·贝克尔·巴格达迪的形象，讽刺地「祝愿」巴格达迪，巴格达迪在漫画中回复“最重要是身体健康。”这也是《查理周刊》在大屠杀前的最后一条推文。美國中央情报局副主任迈克尔·莫雷尔指出，槍手的动机“十分明确”，就是试图关闭「讽刺先知穆罕默德的媒体机构」《查理周刊》。

## 事件经历
袭击发生在當地時間事发现场像是经历一次“大屠杀”。法国检方和警方证实，事件造成12人死亡，另有不少于11人受伤，其中至少6人伤势严重。死者中包括周刊的多名记者、漫画家和2名警察，此外还有1名專欄经济学者。
1月7日上午11时30分，雜誌發行不久，兩名黑衣蒙面男子手持AK-47突擊步槍及火箭筒，進入尼古拉·阿佩尔街（Rue Nicolas-Appert）6號。兩人認為這裡即是查理周刊的總部在地，然而這其實是該周刊編輯辦公的舊址，一年前該周刊遷至10號。他們發現走錯地方後，隨即開槍擊碎玻璃門，逼迫當地員工說出正確地址。
來到10號後，他們先向大堂的兩名維修工人開槍，射殺其中一人。隨後挾持漫畫家Coco（Corinne Rey）作人質，逼迫她打開辦公室的門。漫畫家Coco試圖讓他們迷路，引導他們到三樓，而非編輯辦公室所在的二樓，但他們藉由威脅在樓梯間遇到的一名房客找到了正確的門口。再用槍恐嚇Coco，命令她輸入強化門的密碼，方進入編輯辦公室。
當時辦公室內正在召開每周的編輯會議。他們先是詢問Charb（Stéphane "Charb" Charbonnier）是誰，然後將其射殺。之後兩人將雜誌編輯逐一點名，向編輯們宣佈：「你們侮辱了先知，要付出代價。」，隨即向編輯人員們連環掃射，造成十人身亡，包含八名編輯人員，一名訪客，以及一名負責保護Charb的警員。他們離開大樓後繼續開火，呼喊「真主至大」。
根據巴黎檢察官弗朗索瓦·莫兰（François Molins）所述，這兩人乘坐停在大樓前的黑色雪铁龙C3 II逃走。他們首先遇到巡邏警車，向其開火，沒有打傷人。之後遇上騎自行車前來的巡邏警員，雙方交火，無人傷亡。他們在勒努瓦大道第三次遇到巡邏警員，下車開火，導致一位名為阿梅德的穆斯林警員腹部中槍倒地。儘管阿梅德舉手表示投降，其中一人仍上前朝他的頭部開槍。隨後兩名槍手上車，高喊「我們為先知穆罕默德報仇了」和「我們殺了查理周刊」。他們之後遭到警方追捕，先是在法比安上校廣場撞上了一輛大众途安轿车，致使車上的女駕駛受傷，隨後又在莫城街（Rue de Meaux）45號一間麵包店前撞上欄杆，因而棄車，用槍搶了一輛路過的雷诺Clio轿车，向龐丹門（Porte de Pantin）駛去。其後兩人在埃納省維萊科特雷市RN2公路旁搶劫了一個加油站，獲得食物和汽油之後，繼續逃亡。

## 围捕行动
袭击发生后，法國警方立刻開展大規模搜捕行動，在巴黎全城搜捕發動恐怖攻擊的嫌犯，尤其將搜捕重點集中在該加油站附近的幾個鄉鎮和森林地區，特別是皮卡第區。該地的警戒等級提到了最高程度，全副武裝的警員們在當地挨家挨戶搜索库阿希兄弟，法國警方的特種部隊亦部署在該地，裝備包括直升機。
1月9日上午9时30分左右，库阿希兄弟帶著AK-47突擊步槍與火箭筒逃进巴黎东北部35公里处塞納-馬恩省达马尔坦昂戈埃勒工业区，衝入标示牌印刷廠“创作发现趋势公司”的办公室（坐标：49°03′47″N 2°41′39″E / 49.063122°N 2.694095°E），公司老闆卡塔拉諾（Michele Catalano）命其26岁員工勒佩爾（Lilian Lepere）到廠房後面躲避，卡塔拉諾自己留下來與库阿希兄弟周旋，這兩名槍手對卡塔拉諾很有禮貌，對話間皆稱之為「先生」。卡塔拉諾泡咖啡招待這兩名槍手，氣氛融洽，又發現其中一人頸部流血，也幫他敷藥。正當此時，一名廠商來公司洽公，遇上這兩名槍手，其中一人表示：「我不殺無辜的平民。」並讓該廠商離去。卡塔拉諾約被挾持一個小時後，平安獲釋。勒佩爾則一直躲在廠房後的紙箱內，不斷傳簡訊通知警察公司內的狀況，並提供两名槍手的位置、武器等資料。法國政府证实當地曾传出枪声和爆炸声，警方將达马尔坦昂戈埃勒重重包圍，並告誡居民千萬不要出門。
而後戴高乐机场附近10公里处因警方围攻而关闭两条飞机跑道。内政部长貝爾納·卡澤納夫呼吁警方采取行动消灭凶手，然而该部发言人表示希望率先与嫌犯「建立对话」。官员接触了這兩名槍手，谈判在封锁区500米处一間人员安全撤出的学校内展开。
围困持续了八个多小时，邻近大楼下午16時30分左右至少响起三次爆炸声，库阿希兄弟被击毙，行动结束。一名法国安全官员证实，這兩名槍手“走出来开火”时被击毙。人质安然无恙。现场搜出燃烧瓶和榴弹发射器等武器。

## 相關袭击
1月8日，一名32岁的塞內加爾男子阿梅迪·库利巴利，在巴黎南部郊区蒙鲁日和平大道和皮埃尔·布罗索莱大道的交界处，开枪打死一名警察，一名清道夫也在袭击中严重受伤。消息人士表示，库利巴利跟袭击查理周刊的枪手隸屬於同一個聖戰組織，法国警方也證實兩起事件之间存在著某種關係。
1月9日，他手持两把AK-47突擊步槍，闖入巴黎東部文森門（Porte de Vincennes）的一家猶太人超市杀死四人，劫持多名人質。一名目击者称：“人们在购物时，一名男子拿着步枪进来，往各个方向开枪。我趕緊跑出来。枪声持续了几秒钟」。隨後大批全副武裝的警員立刻封鎖了附近地區，警方的直升機也在有關地區上空盤旋。据称库利巴利曾在围攻过程中与库阿希兄弟碰面，并告诉警方如果两兄弟受伤，他会杀害人质。最終警方攻入杂货店击毙了库利巴利，15名人质获救，但包括两名警察在内的多人受伤。
據《卫报》报道，當時库利巴利在采访中，他表示自己「犯下的这些行为，是在捍卫『被压迫的穆斯林』，尤其是巴勒斯坦出身的，並以猶太人開設的雜貨店為目標，展開報復猶太人的行動。」另外，他的女性帮凶推测是他的妻子哈亚特·布迈丁。

## 兇手

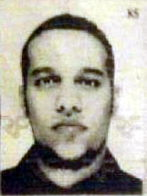
赛义德·库阿希

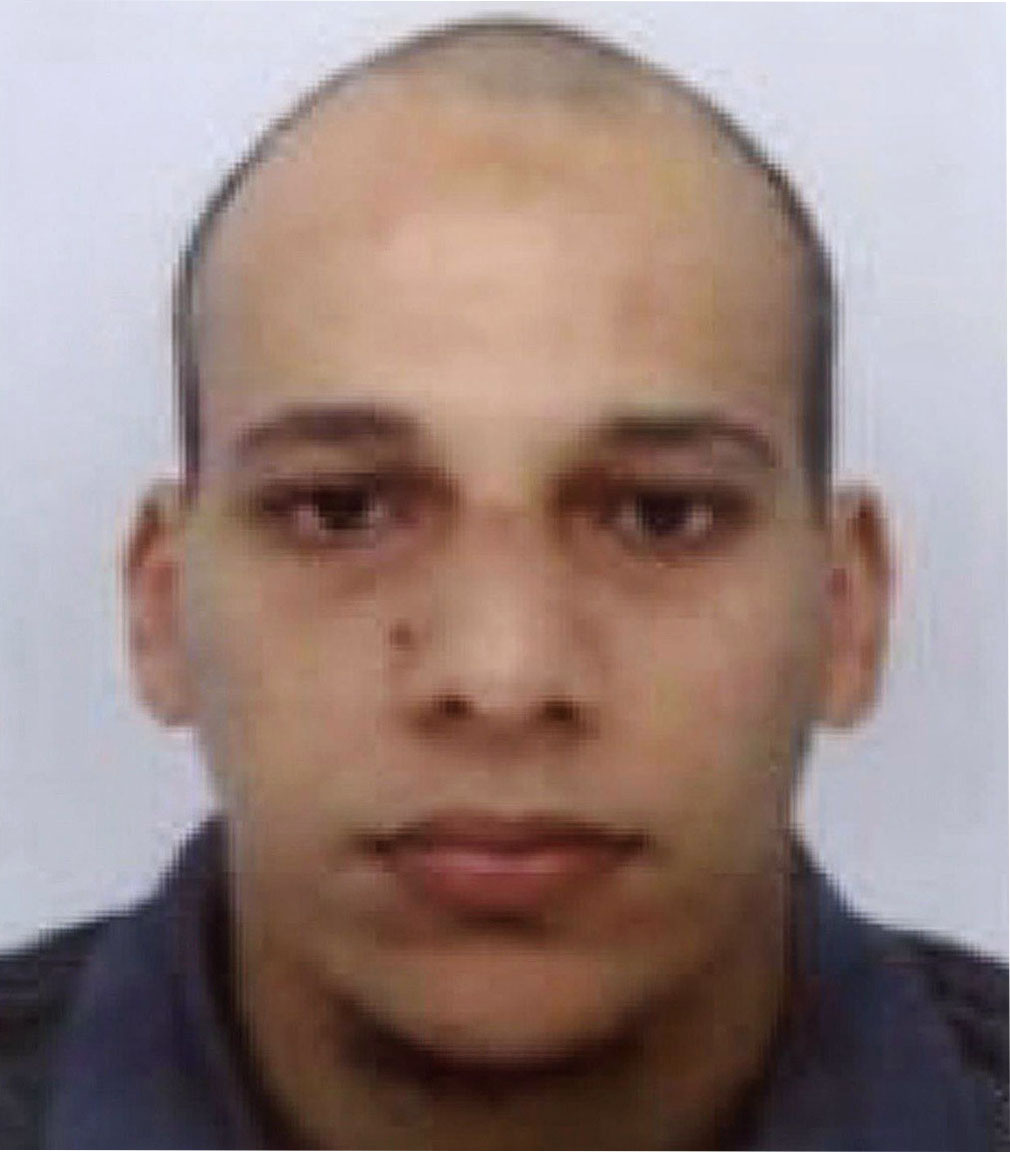
謝里夫·库阿希

### 赛义德·库阿希
赛义德·库阿希（Saïd Kouachi，1980年9月7日－2015年1月9日）和谢里夫·库阿希（Chérif Kouachi），被法国警方认定为袭击的主要嫌疑人两人是阿尔及利亚裔穆斯林，均来自热讷维利耶，分别为34岁和32岁。他们的父母是來自阿尔及利亚的移民。两兄弟还很小就成了孤儿，而谢里夫去巴黎找赛义德前，曾被寄养于雷恩。

### 谢里夫·库阿希
谢里夫·库阿希（Chérif Kouachi，1982年11月29日－2015年1月9日），曾用名阿布·伊森（Abu Issen），是“巴茨-肖蒙网络”的骨干，2003年美国入侵伊拉克后，协助基地组织发动圣战。22岁的他于2005年1月被捕，当时他和另一名男子正准备离开巴沙尔·阿萨德统治下的叙利亚，躲避美军“网关行动”对圣战者的打击。2005年1月到2006年10月的监禁期间，谢里夫遇见了贾迈勒·贝格哈尔（Djamel Beghal）。贝格哈尔于2001年被判处10年有期徒刑，他曾密谋炸毁美国驻巴黎大使馆的部分建筑。
谢里夫在巴黎的第19区，成为阿达佤清真寺的伊斯蘭激进传教士法里德·本耶图（Farid Benyettou）的学生。库阿希想袭击法国的犹太目标，但本耶图告诉他法国不像伊拉克，不是“圣战的地方”。
2008年，谢里夫因為协助運送激进穆斯林到伊拉克參加扎卡维領導的基地组织伊拉克分支活動，被判定犯有恐怖主义罪，判处3年有期徒刑，其中18個月缓期執行。他支援伊拉克叛亂的動機，源自对美国阿布格莱布监狱折磨犯人的愤怒。
2010年，库阿希兄弟被认为与一起协助另一名穆斯林斯麦因·艾特·阿里·贝勒卡西姆（Smain Ait Ali Belkacem）越狱的案子有关。然而，因缺乏证据未起诉两人。贝勒卡西姆發動了造成8人死亡的1995年巴黎地铁和区域快铁爆炸案。
2011年，赛义德来到也门，接受基地组织阿拉伯半岛分支武装分子的训练。

### 阿梅迪·库利巴利
阿梅迪·库利巴利（英語：Amedy Coulibaly，1982年2月27日－2015年1月9日），被认定是犯下文森门挾持案和蒙鲁日枪击案的枪手。他生于巴黎郊区的奥尔日河畔于维西。17岁那年，他因犯下数起枪击案和贩毒而被定罪，精神病专家为巴黎法院准备的一份报告，发现库利巴利有着“不成熟的病态人格”，“自省能力较差”。
2005年在监狱服刑期间，他遇见因武装抢劫入狱的谢里夫·库阿希（Cherif Kouachi），跟谢里夫一同皈依伊斯蘭教，並成为激进派的穆斯林。刑满释放后，他与哈亚特·布迈丁（Hayat Boumeddiene）以未被法國法律認可的宗教儀式舉行「婚禮」。。2009年7月15日，库利巴利同其他500個法國年輕人在一場關於培訓與年輕人就業的活動中会见了时任法国总统尼古拉·萨科齐。
会见萨科齐十个月后，库利巴利因案被調查，警方搜查其公寓时，发现了240发7.62毫米步枪子弹。库利巴利声称正打算在街上出售弹药。早前消息表示，库利巴利是库阿希兄弟的好友。库利巴利和库阿希兄弟同为“巴茨肖蒙恐怖集团”的骨干，该组织名字来源于他们经常见面、给其他法裔阿尔及利亚极端分子做体能训练的肖蒙山丘公园。库利巴利被认为是受到巴黎的一名伊斯兰传教士影響而變得激進，然後萌生在伊拉克或叙利亚戰鬥的念頭。
2010年，库利巴利因协助他人越狱，被判处有期徒刑五年，库阿希兄弟也参与其中。库利巴利後來被提早释放。
2020年9月2日，14名涉嫌在查理周刊枪击案及Hypercacher犹太超市围攻行动中为袭击者提供武器的人士在巴黎受审。12月16日，巴黎特别法庭作出宣判，多名被告被判处4年至终身监禁。其中两名主犯被判处30年监禁和无期徒刑。

## 受害者
遇害
- 弗雷德里克·布瓦索（Frédéric Boisseau），42岁，索迪斯建筑工人，在大堂中被射殺。
- 弗蘭克·布林索拉罗（Franck Brinsolaro），49岁，夏布的保镖[107]。
- 卡比（让·卡比特），76岁，漫画家。
- 埃尔莎·卡亚（Elsa Cayat），54岁，精神分析学家和专栏作家。
- 夏布（斯德凡·夏邦尼耶），47岁，漫画家、专栏作家，《查理周刊》总编辑。
- 菲利普·奥诺雷（Philippe Honoré），74岁，漫画家。
- 贝尔纳·马里斯（Bernard Maris），68岁，经济学家、编辑和专栏作家[108][109]。
- 艾哈迈德·梅拉贝特（Ahmed Merabet），42岁，法國籍阿尔及利亚裔穆斯林警察[110][111]，躺在地上时被射殺，頭部中彈。[112][113][114][115]。
- 穆斯塔法·乌拉（Moustapha Ourrad），副编辑[110][116][117][118]。
- 米歇尔·雷诺（Michel Renaud），69岁，会议嘉宾[119]。
- 蒂纽斯，57岁，漫画家[120]。
- 乔治·沃林斯基，80岁，突尼斯裔犹太漫画家[121][122][123][124][125]。

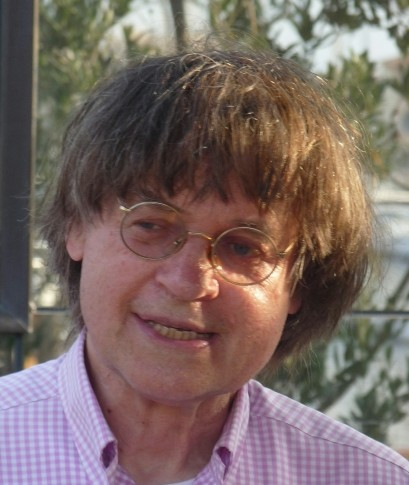
卡比（Cabu），《查理周刊》漫畫家
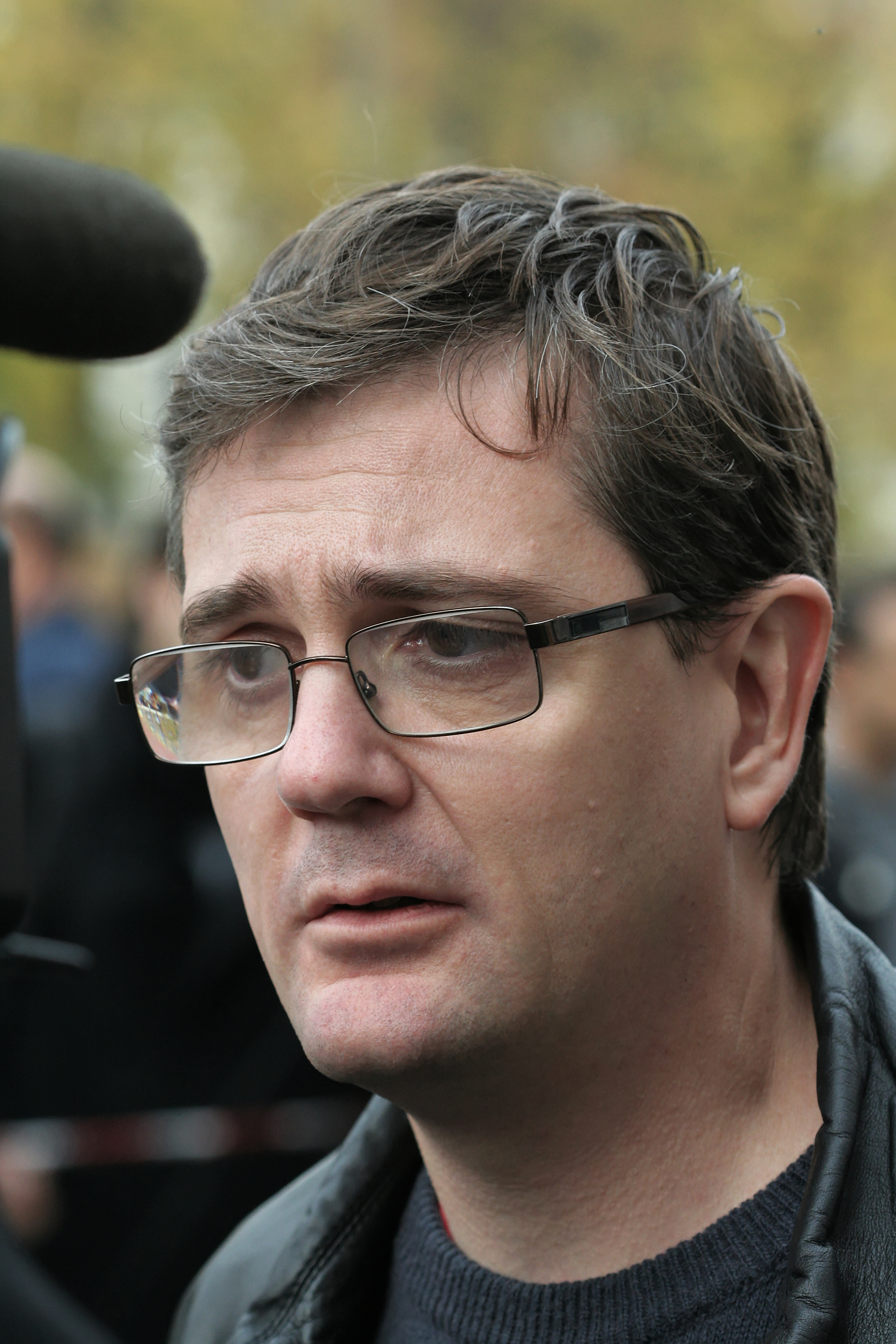
夏布（Charb），《查理周刊》總編輯
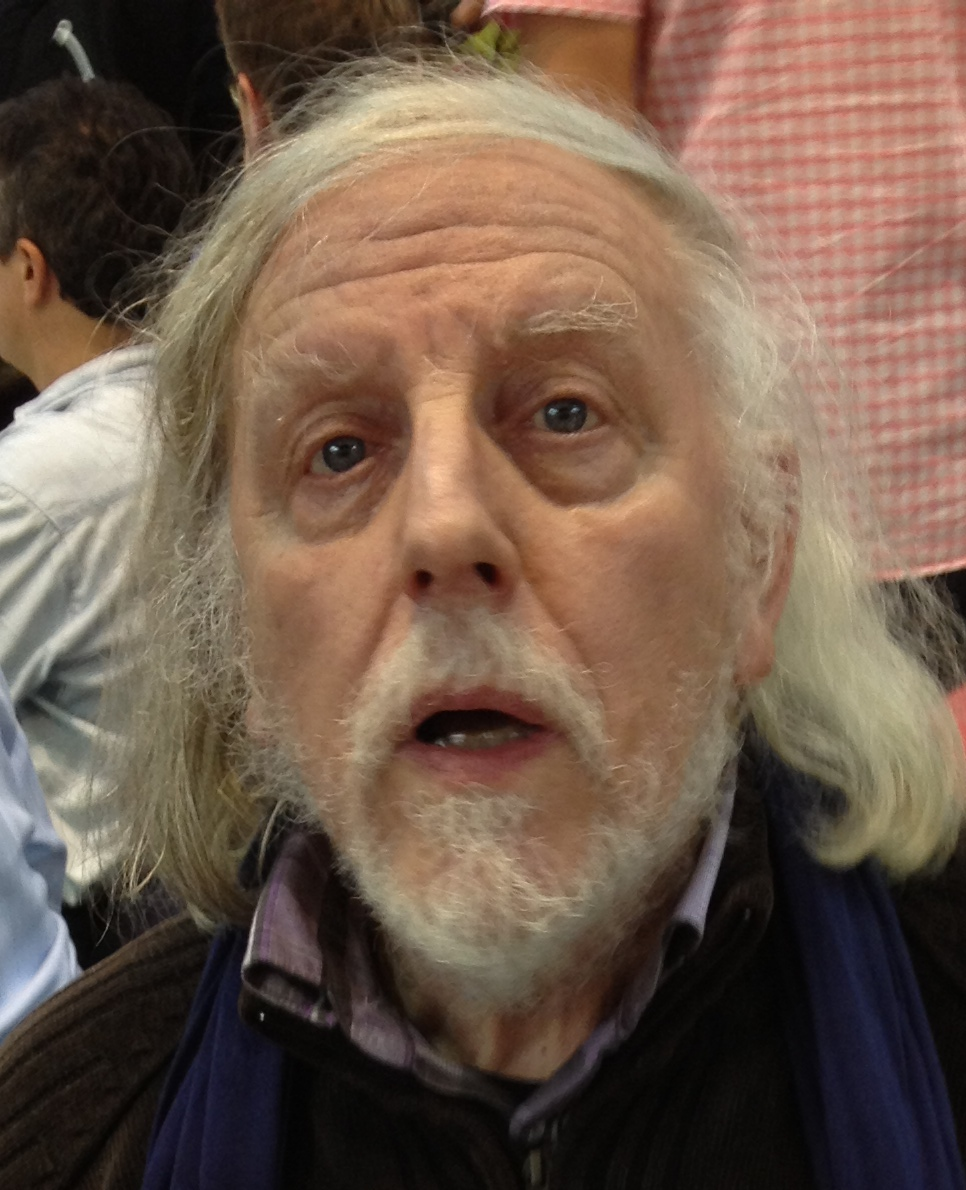
菲利普·奥诺雷（Philippe Honoré），74岁，《查理周刊》漫画家。
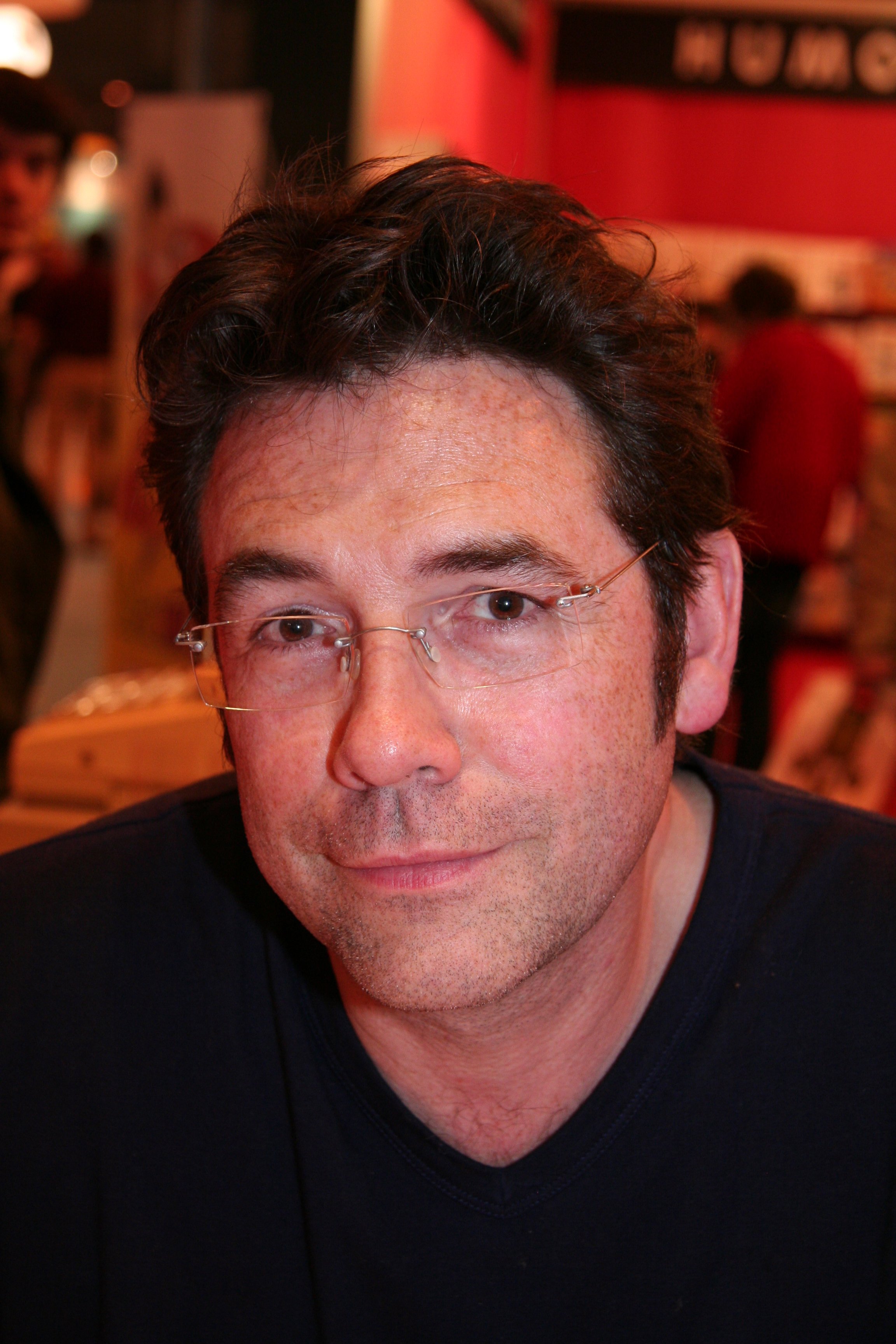
蒂纽斯（Tignous），《查理周刊》漫畫家
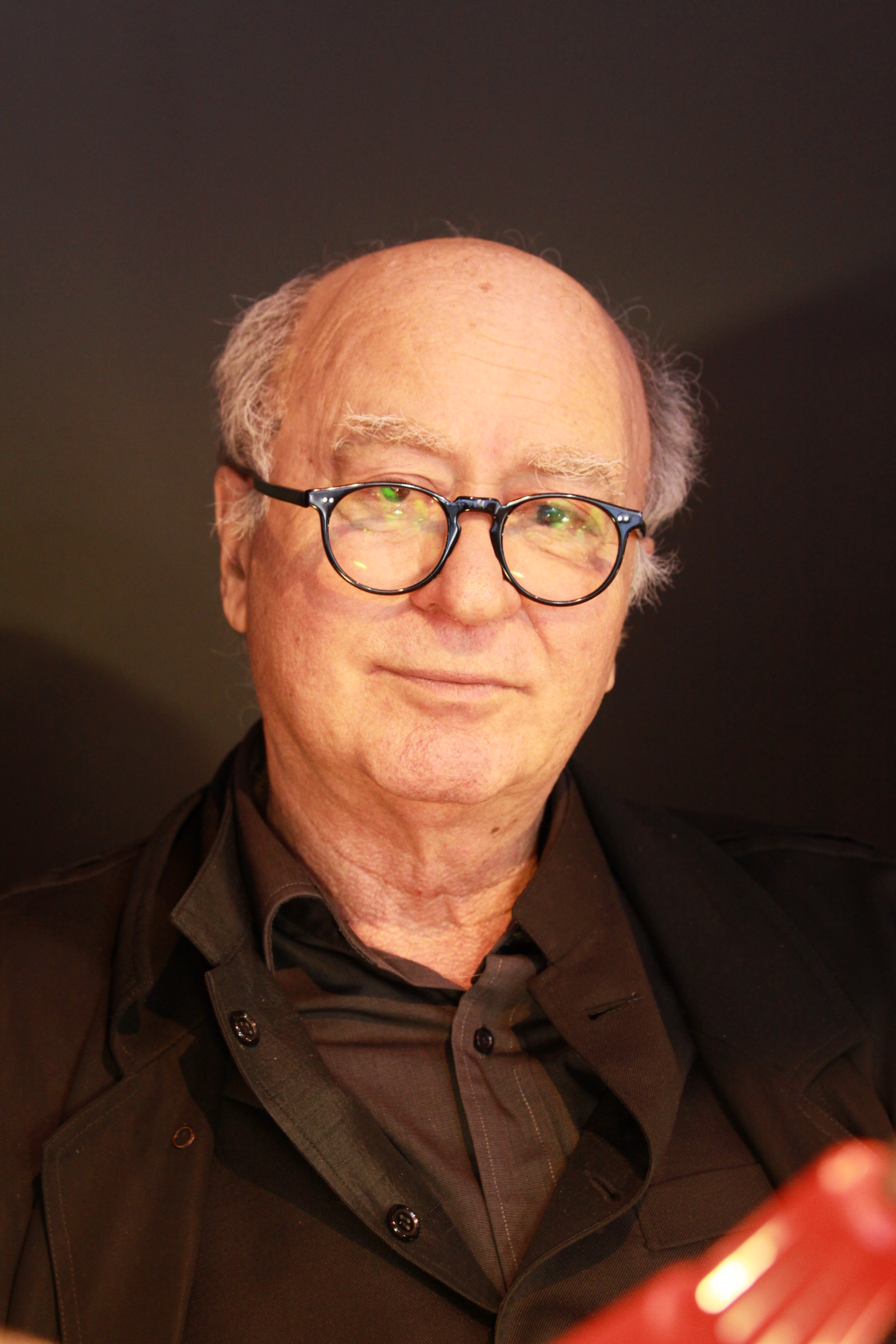
喬治·沃林斯基（Georges Wolinski），《查理周刊》雜誌發行人，安古蘭漫畫節終身成就獎得主

负伤
- 西蒙·菲耶斯基（Simon Fieschi），31岁，网站管理员，肩膀中枪[126]。
- 菲利普·朗松（Philippe Lançon），记者，脸部中弹，情况危急。
- 法布里斯·尼科利诺（Fabrice Nicolino），59岁，记者，腿部中弹。
- 洛朗·「里斯」·苏里索（Laurent“Riss”Sourisseau），48岁，漫画家，肩膀中枪[127]。
- 身份不明的警官[128][129][130]。

三名与会者安然无恙：其中有两名工作人员西戈莱纳·万松（Sigolene Vinson）和洛朗·萊熱（Laurent Leger），嘉宾热拉尔德·盖拉德。因迟到而被枪手要求带入楼內的漫画家科琳娜·“可可”·雷（Corinne "Coco" Rey）。

## 各界关注

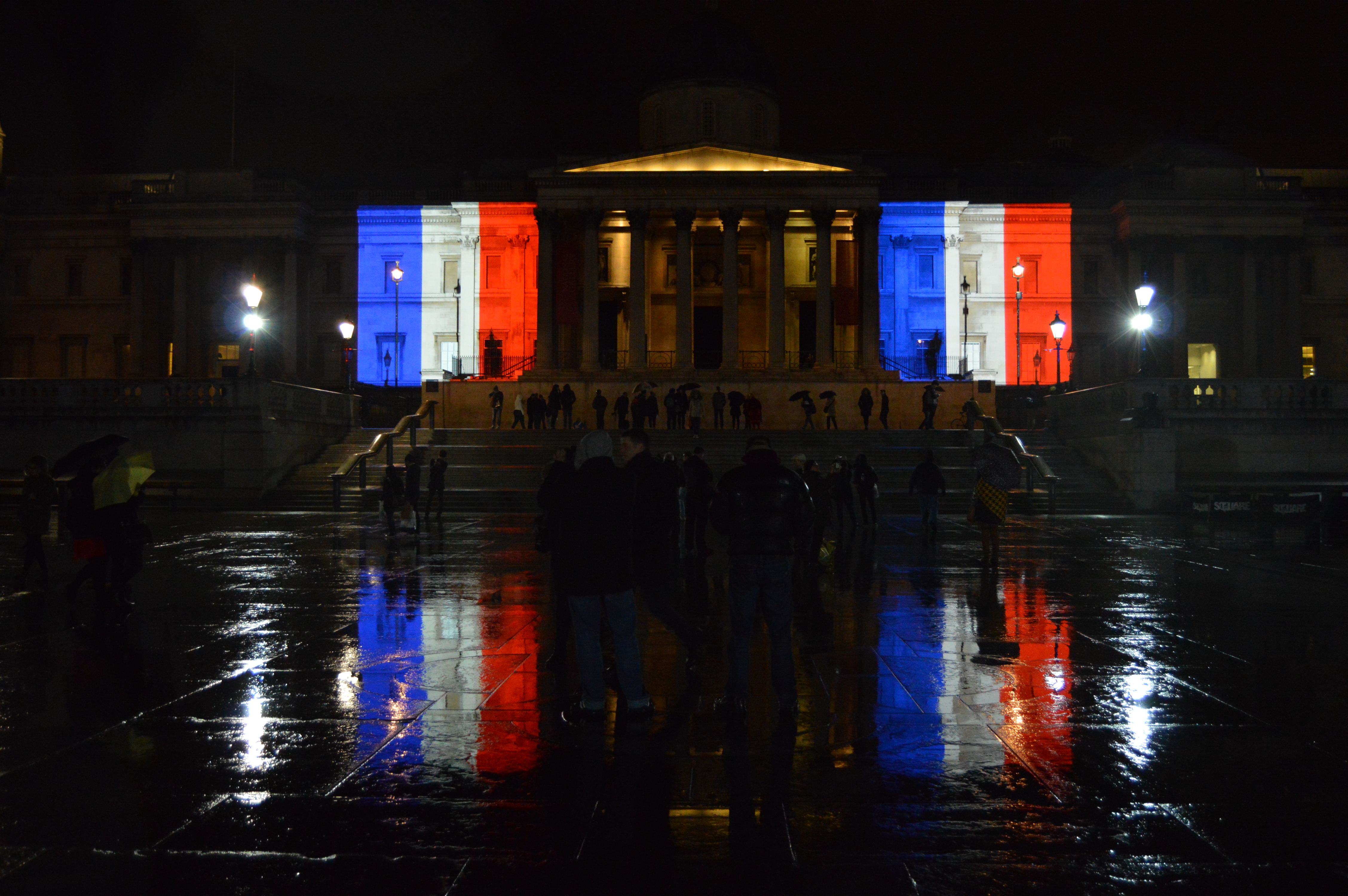
英國國家美術館上投射着法國國旗

### 政壇
英国首相卡梅伦、欧盟委员会主席容克、德国总理默克尔、美国白宫发言人、俄罗斯总统发言人等皆对此次事件的恐怖主义行为予以谴责。安理会、联合国秘书长潘基文，教科文组织总干事博科娃，人权高级专员扎伊德和言论表达自由特别报告员凯伊等也对此作出谴责。此外教科文组织已降半旗致哀。

### 媒体
多个媒体纷纷对枪击案表示抗议。《解放报》、《世界报》、《费加罗报》等法国媒体，在网站上挂上印有“我是查理”口号的黑色横幅。《解放报》的印刷版头版用了另一个黑色版头“我们都是查理”（Nous sommes tous Charlie），当天巴黎诺曼底更名为查理诺曼底。法国版和英国版的谷歌在袭击当天，以黑丝带致哀。
英国讽刺杂志《私家侦探》（Private Eye）的编辑伊恩·希斯洛普（Ian Hislop）发表声明，他表示：“我对这种可怕的袭击搞到胆寒和震惊——在欧洲言论自由的心脏发动的血腥袭击……今天笑声渐熄。”世界各地的众多漫画家，发动有关《查理周刊》袭击案的卡通作出回应。《阿斯泰利克斯历险记》的作家、87岁高龄的阿尔贝·乌代尔佐也作画支持《查理周刊》。
枪击案发生数小时，一些英文媒体选择重新发布引起争议的漫画。突出的例子有彭博新闻社、《赫芬顿邮报》、《每日野兽》、《Gawker》、《Vox》和《自由灯塔》。其他新闻机构也报道了枪击事件，但不发布争议画作，如《纽约时报》、《纽约每日新闻》、CNN、美国半岛电视台、美联社和《每日电讯报》。后者被指责自我审查。此前有反对所有描绘穆罕默德指引的BBC，也公布了《查理周刊》的封面，并声称正审查有关指引。其他媒体，如柏林《信使报》和波兰《选举报》，在案发翌日转载了《查理周刊》的漫画。至少有三家丹麦报社刊登了《查理周刊》的漫画，小报《B.T.》刊登了一幅将穆罕默德悲叹喜欢“白痴”的封面。
埃及日报《Al-Masry Al-Youm》刊登署名为“Je suis Charlie”的年轻漫画家的作品，声援受害者。该报网站也以幻灯片形式摆出《查理周刊》的争议性漫画，这让博主乔纳森·盖尔感到惊讶，也许是“史无前例”的举动，受到当地描绘宗教人物阿拉伯艺术家的施压。
媒體大亨默多克於1月10日在推特上發文表示：「也許大多數穆斯林是和平的，但是直到他們承認並摧毀他們不斷壯大的聖戰分子癌瘤前，他們必需為此負責。」他的發言引起爭議。他發表上述推文後，在另一推文表示「政治正確朝向否認和偽善」。
居住美國的知名華人作家陳破空發表評論：“西方國家的民主、自由、多元化，被激進的穆斯林所利用，一方面，他們得以在西方國家大明其白地宣傳他們的教義、無所限制的發展他們的宗教，但另一方面，在伊斯蘭國家，除伊斯蘭教之外，其他宗教如基督教、佛教，卻受到嚴厲的限制和排斥，異教徒受到公開迫害。這種不對等、不對稱的文明博弈，可能導致伊斯蘭教一教獨大，其發展趨勢令人擔憂。”

### 社群行動
案發後當晚，數以萬計來自法國各地聲援的市民及群眾，紛紛聚集於查理周刊總部附近的共和國廣場悼念亡者。法國各城鎮乃至世界各地，均有民眾發起哀悼儀式。人們以手持「我是查理」（Je suis Charlie）、「無畏」（Not afraid）等標語，或握著象徵創意的鉛筆，向罹難的漫畫創作家致哀。同時，網路社群亦出現大量以捍衛言論自由精神為題材的插畫、漫畫作品，如以「查理布朗也哭了」為題，以聲援或諷刺恐怖攻擊事件。

### 屠殺事件支持者
1月9日在阿富汗乌鲁兹甘省有數百人遊行，讚揚查理周刊總部槍擊案的兇徒。
1月11日， 英國伊斯蘭教士米扎努爾·拉赫曼（Mizanur Rahman）對槍擊事件表示贊同，又指「英國是伊斯蘭的敵人」。
以穆罕默德為封面的新一期《查理周刊》出版後，1月15日在巴基斯坦的拉合爾有約300人遊行，要求絞死該周刊的漫畫家，有示威者的標語稱「製作褻瀆先知的漫畫是最惡劣的恐怖主義行為」。博科聖地首領阿布巴卡爾·謝考在網上視頻表示為巴黎的屠殺案歡呼。

## 后续

### 各國安保行動

#### 法國
法国将恐怖警戒提升至最高级别，法國內政部長宣布在全國各地已經部署88,000名警員和安全部隊士兵，包含巴黎的公共交通系统、媒体机构、宗教场所和知名地標埃菲尔铁塔。1月12日，法國內政部宣佈自1月13日起開始調遣一萬名軍人增強國內安保，並派數千名警察保護各地的猶太教學校。

##### 英國
英国外交部警告前往巴黎的公民注意自身安全。同時英国运输警察於1月8日证实，将在伦敦圣潘克拉斯国际火车站附近加强武装巡逻。有报告指出嫌疑人正向欧洲之星北部站点移動，但他们表示没有嫌疑人前往圣潘克拉斯的可靠报道，加强巡逻是对公众的保证和保持可见性。

##### 美國
纽约市警察局下令加强位于曼哈顿上东城法国驻纽约总领事馆的安保措施。在2005年穆罕默德争议性漫画事件中心的丹麦，媒体机构的安保增加。
西班牙
枪击案发生后数小时，西班牙内政大臣豪尔赫·费尔南德斯·迪亚兹表示，西班牙的反恐安保级别已经提升，该国将与法国共享袭击事件的有关信息，火车站周边等公共场所和全国各地城市的街道都增派警力。
比利時
比利时《P-》杂志的工作人员已交由警方保护，尽管没有受到具体威胁。该杂志此前成功由丹麦漫画家库尔特·韦斯特加德绘制的穆罕默德漫画。

### 全国哀悼
事发之后，法国总统奥朗德前往现场，确认该次事件为恐怖袭击，並宣布8日为全国哀悼日，呼吁民众在中午时分为遇难者默哀追思，全法国连续三天降半旗致哀，法国总统府及内政部也都降半旗。
1月7日晚間，法国全境有超过10万人为恐怖事件中的遇难者祈祷，他们高举“無畏”（Not afraid）、“我是查理”（Je suis Charlie）等标语，以支持该周刊。
1月10日，法國各地包括首都巴黎、馬賽、奧爾良、尼斯、波城、圖盧茲和南特等城市，都舉行了集會遊行，紀念在槍擊攻擊中喪生的人，有70萬人參與。群眾們高舉著「反對種族歧視」、「團結」、「我是查理」的布條和標語，以譴責襲擊事件。當局於巴黎部署了約2000名警察和1350名士兵，以保護示威者。
1月11日，巴黎舉行共和遊行，群眾由巴黎共和國廣場遊行到民族廣場，共150萬民眾參加。40多國政要包括包括法國總統奧朗德、德國總理默克爾、英國首相卡梅倫、以色列總理內塔尼亞胡和巴勒斯坦总统马哈茂德·阿巴斯，法國國內政界各個政黨派別的人士亦有出席。與恐怖襲擊中遇害者家屬一起，手挽手並肩走在遊行的前列。全法各地至少370萬法國民眾參加了在各大城市舉行的反恐示威活動。

### 再次出刊
查理周刊的幸存员工宣布下周如期出刊，八页的版面是平常的一半，印刷超过以往的6万份达到100万份。数字媒体创新基金会向该杂志捐赠25万欧元，与法国新闻多元化基金会的捐赠相配套。《卫报》传媒集团出于同样原因，单独捐赠10万英镑。
1月14日，查理周刊再次刊登穆罕默德的漫画，封面上画着哭泣的穆罕默德手持写着“我是查理”的纸张，上方还写着“一切都被宽恕”的话语。此漫画引发了伊斯兰世界的一轮抗议，包括尼日尔、塞内加尔、毛里塔尼亚、苏丹、阿尔及利亚、埃及、约旦、土耳其、巴基斯坦等。尼日尔的示威者烧毁了8座基督教教堂，至少10人丧生。

## 附註
1. ↑  （我去托兒所接女兒，來到雜誌社的大樓大門時，兩名拿著重型武器的蒙面人用暴力威迫我們。他們要到樓上。我按了密碼。他們開槍射Wolinski、Cabu……過程有5分鐘左右……我躲在一張桌子下……他們說的法語相當流暢……自稱是阿爾蓋達的成員。）[49]

## 外部連結
- 恐怖攻擊帶來創傷，藝術家用創作修補創傷